# Trey Nyoni
Treymaurice "Trey" Nyoni, född den 30 juni 2007 i Leicester, är en engelsk fotbollsspelare som spelar för Liverpool.
Nyoni inledde sin seniotkarriär år 2023 i Liverpool. Han har även representerat det engelska landslaget på olika ungdomsnivåer. Han debuterade för U20-landslaget 2025.